# I Langolieri
I Langolieri (The Langoliers) è una miniserie televisiva statunitense del 1995 diretta da Tom Holland e tratta dall'omonimo racconto di Stephen King, inserito nella raccolta Quattro dopo mezzanotte (1990).
Nella stessa antologia anche il racconto Finestra segreta, giardino segreto è stato portato sullo schermo nel film Secret Window del 2004.

## Trama
Sul volo aereo notturno Los Angeles-Boston alcuni passeggeri si svegliano alle grida di una ragazzina cieca che per prima si rende conto che sull'aereo è sparito l'equipaggio e la maggior parte dei passeggeri. Coloro che stavano dormendo - tra i quali un pilota fuori servizio, uno scrittore di gialli, un uomo britannico e un'insegnante - sono i sopravvissuti di un misterioso evento senza apparenti spiegazioni logiche. Il cap. Engle, presi i comandi del velivolo, dirotta su Bangor ma anche all'aeroporto non incontrano anima viva. Nell'imminenza di un pericolo "percepito" dalla ragazzina in lontananza, il gruppo - nel quale un dirigente aziendale impazzisce - non riesce a trovare una spiegazione, che solo lo scrittore intuisce. L'aereo è infatti entrato in uno strappo spazio-temporale e risulta essere in un recente "passato", dove le cose sono appena accadute e dove i passeggeri assistono alla terrificante materializzazione di ciò che accade alla realtà una volta che questa diviene "passata": viene divorata dai Langolieri, creature che la distruggono e che "inseguono" l'aereo e i suoi passeggeri, alla disperata rincorsa verso il raggiungimento del "presente".

## Cast
- David Morse interpreta per la prima volta un personaggio tratto da un'opera di King; lo farà in seguito altre due volte, nel 1999 per Il Miglio Verde dove veste i panni del secondino Brutus "Brutal" Howell e nel 2001 in Cuori in Atlantide (Bobby Garfield);
- Il regista e lo stesso Stephen King fanno dei camei. All'epoca della pellicola, King, secondo quella che è ormai diventata una sua consuetudine, aveva già brevemente recitato in alcune trasposizioni dei suoi racconti, tra cui Brivido (1986), di cui è anche regista, e Cimitero vivente (1989).

## Riprese
In prevalenza girato a bordo dell'aereo, le riprese sono state effettuate in due aeroporti: al Bangor International Airport di Bangor, nel Maine e nel Los Angeles International Airport.